# Гут, Бенно Вальтер
Бенно Вальтер Гут (нем. Benno Walter Gut; 1 апреля 1897, Райден, Швейцария — 8 декабря 1970, Рим, Италия) — швейцарский куриальный кардинал, бенедиктинец. Аббат—ординарий Айнзидельна с 15 апреля 1947 по 24 сентября 1959. Четвёртый аббат—примас Бенедиктинской Конфедерации с 24 сентября 1959 по 29 сентября 1967. Титулярный архиепископ Туккаборы с 10 по 26 июня 1967. Префект Священной Конгрегации Обрядов и председатель Консилиума по осуществлению Конституция о священной Литургии с 8 января 1968 по 7 мая 1969. Префект Священной Конгрегации богослужения с 7 мая 1969 по 8 декабря 1970. Кардинал-священник с 26 июня 1967, с титулом церкви Сан-Джорджо-ин-Велабро с 29 июня 1967.